# Utinga castanea
Utinga castanea is een mosdiertjessoort uit de familie van de Petraliidae. De wetenschappelijke naam van de soort is, als Mucronella castanea, voor het eerst geldig gepubliceerd in 1884 door Busk.